# Anisodes bizaria
Anisodes bizaria är en fjärilsart som beskrevs av D. Jones 1921. Anisodes bizaria ingår i släktet Anisodes och familjen mätare. Inga underarter finns listade i Catalogue of Life.